# Nati nel 1771
| Questa pagina contiene informazioni ricavate automaticamente dalle voci biografiche con l'ausilio del template Bio e di un bot. L'aggiornamento è periodico e automatico e ricostruisce completamente la pagina. Se manca una persona in questa lista, sei pregato di non aggiungerla, ma accertati piuttosto che la sua voce biografica contenga il template Bio e che i dati anagrafici siano correttamente compilati. Se il template Bio manca, inseriscilo tu stesso o, in alternativa, metti l'avviso {{tmp\|Bio}} che ne segnala la mancanza. Se i dati riportati sono sbagliati, correggi direttamente la voce biografica; le modifiche saranno visibili in questa lista entro pochi giorni. Per chiarimenti vedi il progetto biografie. La lista contiene solo le 185 persone che sono citate nell'enciclopedia e per le quali è stato implementato correttamente il template Bio. Pagina aggiornata al 26 giu 2025. |

## Gennaio(12)
- 1º gennaio - Georges Cadoudal, generale francese († 1804)
- 1º gennaio - Charles Joseph de Raigecourt, generale francese († 1860)
- 10 gennaio - Pierre Louis Jean Casimir de Blacas, antiquario e diplomatico francese († 1839)
- 14 gennaio - Eugenio Michitelli, architetto e ingegnere italiano († 1826)
- 14 gennaio - Jean Reynier, generale francese († 1814)
- 17 gennaio - Charles Brockden Brown, scrittore statunitense († 1810)
- 19 gennaio - Alessandro Michaud de Beauretour, generale e nobile italiano († 1841)
- 20 gennaio - Cornelia Rossi Martinetti, nobile italiana († 1867)
- 20 gennaio - Roman Sebastian Zängerle, vescovo cattolico tedesco († 1848)
- 29 gennaio - Jacopo Bonfadini, filosofo italiano († 1835)
- 30 gennaio - George Bass, chirurgo, navigatore e esploratore britannico († 1803)
- 30 gennaio - Jorge Tadeo Lozano, politico colombiano († 1816)

## Febbraio(4)
- 18 febbraio - Emanuele Taddei, tipografo e giornalista italiano († 1839)
- 22 febbraio - Vincenzo Camuccini, pittore e restauratore italiano († 1844)
- 24 febbraio - Johann Baptist Cramer, pianista, compositore e editore inglese († 1858)
- 27 febbraio - Ercole Gasparini, architetto italiano († 1829)

## Marzo(12)
- 3 marzo - Paul Dermoncourt, generale francese († 1847)
- 5 marzo - Wilhelm Daniel Joseph Koch, medico e botanico tedesco († 1849)
- 9 marzo - Henry Clinton, generale e politico britannico († 1829)
- 10 marzo - Friedrich Creuzer, filologo e archeologo tedesco († 1858)
- 12 marzo - François Kinson, pittore fiammingo († 1839)
- 14 marzo - Józef Chłopicki, generale polacco († 1854)
- 16 marzo - Friedrich Jacob Bast, diplomatico e grecista francese († 1811)
- 16 marzo - Antoine-Jean Gros, pittore francese († 1835)
- 18 marzo - Modesto Farina, vescovo cattolico italiano († 1856)
- 19 marzo - Giuseppe Grabinski, ufficiale polacco († 1843)
- 21 marzo - Jacob Sturm, incisore tedesco († 1848)
- 22 marzo - Johann Heinrich David Zschokke, politico, scrittore e storico svizzero († 1848)

## Aprile(15)
- 2 aprile - Heinrich Christoph Kolbe, pittore tedesco († 1836)
- 3 aprile - Hans Nielsen Hauge, predicatore, scrittore e imprenditore norvegese († 1824)
- 3 aprile - Cristoforo Riva, avvocato, politico e nobile italiano
- 6 aprile - Robert Henry MacFarlane, generale britannico
- 7 aprile - Fra Diavolo, brigante e militare italiano († 1806)
- 8 aprile - William Rabun, politico statunitense († 1819)
- 13 aprile - Frans Adam van der Duyn van Maasdam, politico olandese († 1848)
- 13 aprile - Richard Trevithick, inventore e ingegnere britannico († 1833)
- 15 aprile - Nicolas Chopin, insegnante francese († 1844)
- 15 aprile - Karl Philipp Schwarzenberg, nobile e feldmaresciallo austriaco († 1820)
- 20 aprile - Népomucène Lemercier, poeta e drammaturgo francese († 1840)
- 23 aprile - Gerhard von Hosstrup, banchiere tedesco († 1851)
- 24 aprile - Alessandro Federico di Württemberg, nobile e militare tedesco († 1833)
- 27 aprile - Jean Rapp, generale francese († 1821)
- 29 aprile - Pierre-François Bouchard, ufficiale francese († 1822)

## Maggio(16)
- 1º maggio - Leonardo Manin, letterato e numismatico italiano († 1853)
- 6 maggio - Francesco Sivori, ammiraglio italiano († 1830)
- 8 maggio - José Miguel de Carvajal-Vargas, ufficiale spagnolo († 1828)
- 8 maggio - Mateli Magdalena Kuivalatar, cantante finlandese († 1846)
- 11 maggio - Laskarina Bouboulina, patriota greca († 1825)
- 14 maggio - Lucio Caracciolo, generale e nobile italiano († 1833)
- 14 maggio - Robert Owen, inventore, imprenditore e sindacalista britannico († 1858)
- 14 maggio - Thomas Wedgwood, scienziato e inventore britannico († 1805)
- 16 maggio - Agostino Chigi Albani della Rovere, V principe di Farnese, principe italiano († 1855)
- 19 maggio - Hendrik George de Perponcher Sedlnitsky, diplomatico e generale olandese († 1856)
- 19 maggio - Rahel Varnhagen, scrittrice tedesca († 1833)
- 22 maggio - Giuseppe Serra di Cassano, V duca di Cassano, nobile, politico e rivoluzionario italiano († 1837)
- 24 maggio - Federico d'Assia-Kassel, nobile e generale danese († 1845)
- 25 maggio - Henry James Brooke, mineralogista e cristallografo inglese († 1857)
- 25 maggio - Johann Christian Rosenmüller, anatomista tedesco († 1820)
- 30 maggio - Joseph Antoine Aréna, politico francese († 1801)

## Giugno(13)
- 3 giugno - Charles Bernard Desormes, medico e chimico francese († 1862)
- 5 giugno - Ernesto Augusto I di Hannover, re († 1851)
- 6 giugno - George Clinton Jr., politico statunitense († 1809)
- 6 giugno - Gaetano Marré, giurista, giornalista e letterato italiano († 1825)
- 12 giugno - Giuseppe Fantaguzzi, pittore e disegnatore italiano († 1837)
- 13 giugno - Paolo Costa, poeta e filosofo italiano († 1836)
- 18 giugno - Justo Figuerola, politico peruviano († 1854)
- 19 giugno - Joseph Diaz Gergonne, matematico francese († 1859)
- 20 giugno - Hermann von Boyen, politico e generale prussiano († 1848)
- 20 giugno - Giovanni Vicini, politico e giurista italiano († 1845)
- 24 giugno - Eleuthère Irénée du Pont, chimico e imprenditore francese († 1834)
- 27 giugno - Alexandre Digeon, generale, politico e nobile francese († 1826)
- 29 giugno - Pëtr Andreevič Šuvalov, ufficiale russo († 1808)

## Luglio(10)
- 1º luglio - Ferdinando Paër, compositore italiano († 1839)
- 3 luglio - Cristina Boyer, nobile francese († 1800)
- 4 luglio - Martín Rodríguez, politico argentino († 1845)
- 6 luglio - Jöns Svanberg, scienziato e religioso svedese († 1851)
- 7 luglio - Luisa Augusta di Danimarca, principessa danese († 1843)
- 10 luglio - Antonio Maria Cadolini, nobile e cardinale italiano († 1851)
- 11 luglio - Carolina Amalia di Assia-Kassel, nobildonna († 1848)
- 12 luglio - Maffeo Barberini Colonna di Sciarra, VII principe di Carbognano, nobile italiano († 1849)
- 14 luglio - Karl Asmund Rudolphi, fisiologo, zoologo e biologo svedese († 1832)
- 28 luglio - Jean Emile Humbert, militare e archeologo olandese († 1839)

## Agosto(12)
- 1º agosto - Johann Philipp Achilles Leisler, naturalista tedesco († 1813)
- 6 agosto - Jean Baptiste Alexandre Strolz, generale e politico francese († 1841)
- 7 agosto - Pietro Fea, pittore italiano († 1842)
- 8 agosto - Ernesto Costantino d'Assia-Philippsthal, nobile († 1849)
- 8 agosto - Bernardo Ripa di Meana, nobile italiano († 1830)
- 12 agosto - Haden Edwards, statunitense († 1849)
- 15 agosto - Walter Scott, scrittore e poeta britannico († 1832)
- 22 agosto - Henry Maudslay, inventore e imprenditore britannico († 1831)
- 24 agosto - Georg Friedrich von Reichenbach, fisico e ingegnere tedesco († 1826)
- 25 agosto - Maria Emilia Fagnani Seymour-Conway, nobildonna inglese († 1856)
- 26 agosto - Carolina Luisa di Assia-Homburg, principessa tedesca († 1854)
- 27 agosto - Josef Kalasanz von Erberg, storiografo, scrittore e botanico sloveno († 1843)

## Settembre(14)
- 1º settembre - Christian Christoph Clam-Gallas, nobile e mecenate boemo († 1838)
- 1º settembre - Giulio Strassoldo di Sotto, militare austriaco († 1830)
- 5 settembre - Carlo d'Asburgo-Teschen, feldmaresciallo e scrittore austriaco († 1847)
- 11 settembre - Mungo Park, esploratore scozzese († 1806)
- 12 settembre - Antoine André Louis Reynaud, matematico francese († 1844)
- 16 settembre - Ivan Alekseevič Gagarin, politico, nobile e militare russo († 1832)
- 20 settembre - Gaetano Cattaneo, numismatico e poeta italiano († 1841)
- 21 settembre - François-Joseph-Philippe de Riquet, nobile francese († 1843)
- 23 settembre - Kōkaku, imperatore giapponese († 1840)
- 25 settembre - Cosmo Maria De Horatiis, medico italiano († 1850)
- 25 settembre - Nikolaj Nikolaevič Raevskij, generale russo († 1829)
- 27 settembre - Hyacinthe Hervouët de La Robrie, generale francese († 1832)
- 29 settembre - Charles Dupaty, scultore francese
- 29 settembre - Michał Piwnicki, vescovo cattolico polacco († 1845)

## Ottobre(14)
- 1º ottobre - Pierre Baillot, violinista e compositore francese († 1842)
- 1º ottobre - Michail Andreevič Miloradovič, generale russo († 1825)
- 6 ottobre - Jeremiah Morrow, politico statunitense († 1852)
- 9 ottobre - Sewrin, drammaturgo e librettista francese († 1853)
- 9 ottobre - Federico Guglielmo di Brunswick, principe e generale prussiano († 1815)
- 11 ottobre - Étienne Estève, generale francese († 1844)
- 13 ottobre - Johann Fischer von Waldheim, entomologo e paleontologo tedesco († 1853)
- 14 ottobre - Antonio Tonduti de l'Escarène, militare e politico italiano († 1856)
- 17 ottobre - Ambrogio Bianchi, cardinale italiano († 1856)
- 21 ottobre - William Montagu, V duca di Manchester, nobile, ufficiale e politico inglese († 1843)
- 23 ottobre - Jean-Andoche Junot, generale e nobile francese († 1813)
- 24 ottobre - Juan Francisco Marco y Catalán, cardinale spagnolo († 1841)
- 27 ottobre - William Ramsay, I barone di Panmure, politico scozzese († 1852)
- 29 ottobre - Dmitrij Vladimirovič Golicyn, principe e generale russo († 1844)

## Novembre(13)
- 4 novembre - Charles Antoine Liébault, militare francese († 1811)
- 4 novembre - James Montgomery, poeta scozzese († 1854)
- 6 novembre - Alois Senefelder, inventore e commediografo austriaco († 1834)
- 10 novembre - Charlotte Vanhove, attrice teatrale francese († 1860)
- 11 novembre - Maria Maddalena Frescobaldi, nobile italiana († 1839)
- 14 novembre - Marie François Xavier Bichat, chirurgo e fisiologo francese († 1802)
- 15 novembre - Jean Charles Abbatucci, generale francese († 1796)
- 21 novembre - Luigi Maria Richieri di Montichieri, generale italiano († 1835)
- 22 novembre - Pasquale Andreoli, pioniere dell'aviazione italiano († 1837)
- 22 novembre - Heinrich Christian Funck, botanico tedesco († 1839)
- 23 novembre - Neri Corsini, diplomatico e politico italiano († 1845)
- 28 novembre - Valerian Aleksandrovič Zubov, generale russo († 1804)
- 29 novembre - Pietro Custodi, storico, letterato e politico italiano († 1842)

## Dicembre(12)
- 14 dicembre - Regina Josepha von Siebold, medica tedesca († 1849)
- 16 dicembre - Jean Broc, pittore francese († 1850)
- 17 dicembre - John Dennis, politico statunitense († 1806)
- 19 dicembre - Charles Ellis, I barone Seaford, politico inglese († 1845)
- 19 dicembre - Nicolas Joseph Maison, generale francese († 1840)
- 23 dicembre - Giuseppe Frank, medico e patologo tedesco († 1842)
- 25 dicembre - Luigi Natale Vernazzi, orafo italiano († 1836)
- 25 dicembre - Charles Athanase Walckenaer, naturalista e letterato francese († 1852)
- 25 dicembre - Dorothy Wordsworth, scrittrice e poetessa inglese († 1855)
- 26 dicembre - Julie Clary, nobile francese († 1845)
- 26 dicembre - Heinrich Joseph von Collin, poeta e drammaturgo austriaco († 1811)
- 28 dicembre - João Domingos Bomtempo, pianista, compositore e pedagogo portoghese († 1842)

## Senza giorno specificato(38)
- Carolina Arienti Lattanzi, scrittrice, giornalista e poetessa italiana († 1818)
- Gaetano Bazzi, attore teatrale italiano († 1843)
- Benderli Mehmed Selim Sırrı Pascià, politico ottomano († 1831)
- Antonio Peregrino Benelli, compositore e tenore italiano († 1830)
- Domenico Berra, agronomo e avvocato italiano († 1835)
- Felice Berruti, avvocato e patriota italiano († 1797)
- George Caines, avvocato statunitense († 1825)
- Damià Campeny, scultore spagnolo († 1855)
- Giovanni Luigi De Boni, architetto italiano († 1844)
- Andrea Luigi Degola, compositore italiano († 1862)
- Thomas Douglas, V conte di Selkirk, nobile scozzese († 1820)
- Alessandro Doveri, architetto e ingegnere italiano († 1845)
- Atanasio Echeverría, artista, botanico e naturalista messicano († 1803)
- Alojzy Feliński, scrittore e drammaturgo polacco († 1820)
- Giuseppe Maria Festa, musicista italiano († 1839)
- Salvatore Fighera, compositore italiano († 1832)
- Camilla Filicchi, pittrice italiana († 1848)
- Giuseppe Gazzeri, chimico italiano († 1847)
- Leopoldo Laperuta, architetto italiano († 1858)
- Jean Théophile Leclerc, politico e giornalista francese
- Luigi Manfredini, scultore e medaglista italiano († 1840)
- Giuseppe Marraffino, poeta italiano († 1850)
- Ivan Ivanovič Martinov, botanico e filologo russo († 1833)
- Giovanni Masi, pittore e incisore italiano († 1827)
- Alessandro Moreschi, anatomista italiano († 1826)
- Benedetto Neri, compositore italiano († 1841)
- Philip Nolan, pirata e mercante statunitense († 1801)
- George Perry, naturalista inglese
- Giovanni Putti, scultore italiano († 1847)
- Charles Richardot, fisico francese († 1852)
- Angelo Rizzuto, brigante italiano († 1810)
- Francesco Antonio Rusciani, militare italiano († 1813)
- Gioachino Testa, avvocato e patriota italiano († 1797)
- Thao Suranari, siamese († 1852)
- Elizabeth Vassall, nobildonna inglese († 1845)
- Ioannis Vilaras, scrittore greco († 1823)
- Manuel María de Arjona, scrittore spagnolo († 1820)
- Marc-René de Voyer de Paulmy d'Argenson, politico francese († 1842)